# 交響曲第1番 (ルトスワフスキ)
交響曲第1番は、ヴィトルド・ルトスワフスキが1941年から1947年に作曲した交響曲である。 

## 構成
4つの楽章から成る。演奏時間は約25分。  

### 第1楽章
Allegro giusto 
ソナタ形式で書かれている。 

### 第2楽章
Poco adagio 

### 第3楽章
Allegretto misterioso 
スケルツォ。序奏は十二音列で書かれている。 

### 第4楽章
Allegro vivace

## 編成
| 木管楽器 ピッコロ: 2 フルート オーボエ: 2 コーラングレ クラリネット: 3, ソプラニーノ・クラリネット（Es管、2nd持ち替え） ファゴット: 2 コントラファゴット: 1 金管楽器 ホルン: 4（F管） トランペット: 3（C管） トロンボーン: 2 チューバ: 1 打楽器 ティンパニ ドラム シンバル シロフォン 鍵盤楽器 ピアノ 弦楽器 ハープ 第1ヴァイオリン 第2ヴァイオリン ヴィオラ チェロ コントラバス |

## 初演
グジェゴシュ・フィテルベルク指揮、ポーランド国立放送交響楽団によって1948年4月1日にポーランドのカトヴィツェにおいて初演が行われた。 

## その他
第4楽章は日本の音楽ユニットであるALI PROJECTの楽曲「処女懐胎、あるいは白骨塔より少女達は飛翔する」のイントロに引用されている。